# Národní park Niokolo-Koba
Národní park Niokolo-Koba (francouzsky Parc national du Niokolo-Koba, PNNK) je biosférická rezervace v Senegalu, zařazená organizací UNESCO na seznam Světové dědictví. Nachází se v regionu Tambacounda na jihovýchodě země u hranic s Guineou a Guineou-Bissau a má rozlohu 9 130 km². Chrání savanu a galeriový les afzélií, baobabů, lontarů a křídloků podél horního toku řeky Gambie. Nejvyšším bodem je Mont Assirik (311 m n. m.).
Díky odlehlosti kraje je Niokolo-Koba jedním z mála míst v západní Africe, kde žije lev, levhart africký, šimpanz učenlivý, slon africký a antilopa Derbyho. Dále tvoří zdejší faunu pavián guinejský, kočkodan zelený, pes hyenovitý, hroch obojživelný, buvol africký, chocholatka schovávaná, buvolec stepní, bahnivec severní, hrabáč kapský, orlík kejklíř, drop arabský, jeřáb paví, husička vdovka a krokodýl nilský. 
Chráněné území bylo vyhlášeno v roce 1926 a v roce 1954 získalo status národního parku, v šedesátých letech byla jeho rozloha zvětšena. V roce 1981 bylo zapsáno mezi světové dědictví, vzhledem k rozmáhajícímu se pytláctví i zavlečení invazních rostlin bylo mezi roky 2007 a 2024 zařazeno na Seznam světového dědictví v ohrožení. 